# Hofgeismar
Hofgeismar este un oraș din landul Hessa, Germania.

## Personalități născute aici
- Stefan Ortega (n. 1992), fotbalist.

1. ↑  Alle politisch selbständigen Gemeinden mit ausgewählten Merkmalen am 31.12.2018 (4. Quartal) (în germană), Statistisches Bundesamt[*], arhivat din original la 10 martie 2019, accesat în 10 martie 2019